# Odýsseas Elýtis
Odysséas Elýtis (Grieks: Οδυσσέας Ελύτης) (Iráklion, 2 november 1911 – Athene, 18 maart 1996), pseudoniem van Odysséas Alepoudélis (Grieks: Οδυσσέας Αλεπουδέλης), was een Grieks dichter en winnaar van de Nobelprijs voor Literatuur.
Zijn ouders waren afkomstig van het eiland Lesbos. Hij studeerde rechten in Athene, en diende als tweede luitenant tijdens de Italiaans-Griekse oorlog van 1940–1941. Na de Tweede Wereldoorlog werd hij kunstcriticus en schreef artikels voor de krant Kathimerini. Herhaaldelijk verbleef hij in het buitenland, onder andere in Frankrijk, waar hij letterkunde ging studeren aan de Parijse Sorbonne. Hier maakte hij kennis met grote figuren uit de Franse kunstwereld, onder andere Pablo Picasso en Henri Matisse.
Geïnspireerd door de Franse surrealisten en vooral door het werk van Paul Éluard begon Elytis verzen te schrijven. Zijn eerste werken dragen dan ook een sterk surrealistisch karakter, zijn latere werk wordt soberder en meer concreet.
Grote internationale bekendheid kreeg hij met zijn meesterwerk, het lange gedicht Áxion esti (= Het is waardig, 1959), dat door Mikis Theodorakis werd getoonzet. Geïnspireerd door de Byzantijnse liturgie, combineert Elytis hierin het Bijbelse scheppingsverhaal met de moderne Griekse geschiedenis. Het kostte hem 14 jaar werk om dit monumentale gedicht te voltooien.
Elytis’ literair werk onderscheidt zich door schitterende evocaties van de Griekse natuur, door de feeërieke taal en door de veelheid van telkens in elkaar overlopende beelden. Zeker dit laatste maakt zijn werk minder vlot toegankelijk. Elytis heeft ook buitenlandse auteurs vertaald in het Grieks, o.a. werk van Paul Éluard, Federico García Lorca en Bertolt Brecht.
In 1979 kreeg Elýtis de Nobelprijs voor Literatuur toegekend voor zijn hele literaire oeuvre. Naast dichter was hij ook een niet onverdienstelijk schilder en illustrator van zijn eigen gedichten.
- Bibsys: 97026823
- Biblioteca Nacional de Chile: 000041717
- Biblioteca Nacional de España: XX975665
- Bibliothèque nationale de France: cb11901708s (data)
- Catàleg d'autoritats de noms i títols de Catalunya: 981058521458606706
- CiNii: DA04939971
- Digitale Bibliotheek voor de Nederlandse Letteren: elyt001
- Gemeinsame Normdatei: 118688898
- International Standard Name Identifier: 0000 0001 2124 4088
- Library of Congress Control Number: n50011817
- Nationale Bibliotheek van Letland: 000233897
- MusicBrainz: d56d76ee-f179-4496-ae8b-c22b7c326687
- Bibliotheek van het Japanse parlement: 01055887
- Nationale Bibliotheek van Tsjechië: ola2002161265
- Nationale bibliotheek van Australië: 36524495
- Nationale Bibliotheek van Israël: 987007286661005171
- Nationale Bibliotheek van Polen: a0000002199785
- Nationale en Universitaire bibliotheek Zagreb: 000111233
- Nederlandse Thesaurus van Auteursnamen: 069088985
- LIBRIS: 51576
- SNAC: w6vt2g9f
- Système universitaire de documentation: 026850559
- Trove: 1271988
- Virtual International Authority File: 24601064
- WorldCat: E39PBJdcyCQgg8vvqCQMqDyGHC

1901: Prudhomme ·
1902: Mommsen ·
1903: Bjørnson ·
1904: Mistral, Echegaray ·
1905: Sienkiewicz ·
1906: Carducci ·
1907: Kipling ·
1908: Eucken ·
1909: Lagerlöf ·
1910: Heyse ·
1911: Maeterlinck ·
1912: Hauptmann ·
1913: Tagore ·
1915: Rolland ·
1916: Heidenstam ·
1917: Gjellerup, Pontoppidan ·
1919: Spitteler ·
1920: Hamsun ·
1921: France ·
1922: Benavente ·
1923: Yeats ·
1924: Reymont ·
1925: Shaw ·
1926: Deledda ·
1927: Bergson ·
1928: Undset ·
1929: Mann ·
1930: Lewis ·
1931: Karlfeldt ·
1932: Galsworthy ·
1933: Boenin ·
1934: Pirandello ·
1936: O'Neill ·
1937: Gard ·
1938: Buck ·
1939: Sillanpää ·
1944: Jensen ·
1945: Mistral ·
1946: Hesse ·
1947: Gide ·
1948: Eliot ·
1949: Faulkner ·
1950: Russell ·
1951: Lagerkvist ·
1952: Mauriac ·
1953: Churchill ·
1954: Hemingway ·
1955: Laxness ·
1956: Jiménez ·
1957: Camus ·
1958: Pasternak ·
1959: Quasimodo ·
1960: Perse ·
1961: Andrić ·
1962: Steinbeck ·
1963: Seferis ·
1964: Sartre (geweigerd) ·
1965: Sjolochov ·
1966: Agnon, Sachs ·
1967: Asturias ·
1968: Kawabata ·
1969: Beckett ·
1970: Solzjenitsyn ·
1971: Neruda ·
1972: Böll ·
1973: White ·
1974: Johnson, Martinson ·
1975: Montale ·
1976: Bellow ·
1977: Aleixandre ·
1978: Singer ·
1979: Elýtis ·
1980: Miłosz ·
1981: Canetti ·
1982: García Márquez ·
1983: Golding ·
1984: Seifert ·
1985: Simon ·
1986: Soyinka ·
1987: Brodsky ·
1988: Mahfoez ·
1989: Cela ·
1990: Paz ·
1991: Gordimer ·
1992: Walcott ·
1993: Morrison ·
1994: Oë ·
1995: Heaney ·
1996: Szymborska ·
1997: Fo ·
1998: Saramago ·
1999: Grass ·
2000: Gao ·
2001: Naipaul ·
2002: Kertész ·
2003: Coetzee ·
2004: Jelinek ·
2005: Pinter ·
2006: Pamuk ·
2007: Lessing ·
2008: Le Clézio ·
2009: Müller ·
2010: Vargas Llosa ·
2011: Tranströmer ·
2012: Mo ·
2013: Munro ·
2014: Modiano ·
2015: Aleksijevitsj ·
2016: Dylan ·
2017: Ishiguro ·
2018: Tokarczuk ·
2019: Handke ·
2020: Glück ·
2021: Gurnah ·
2022: Ernaux ·
2023: Fosse ·
2024: Kang ·